# Christian Jendreiko

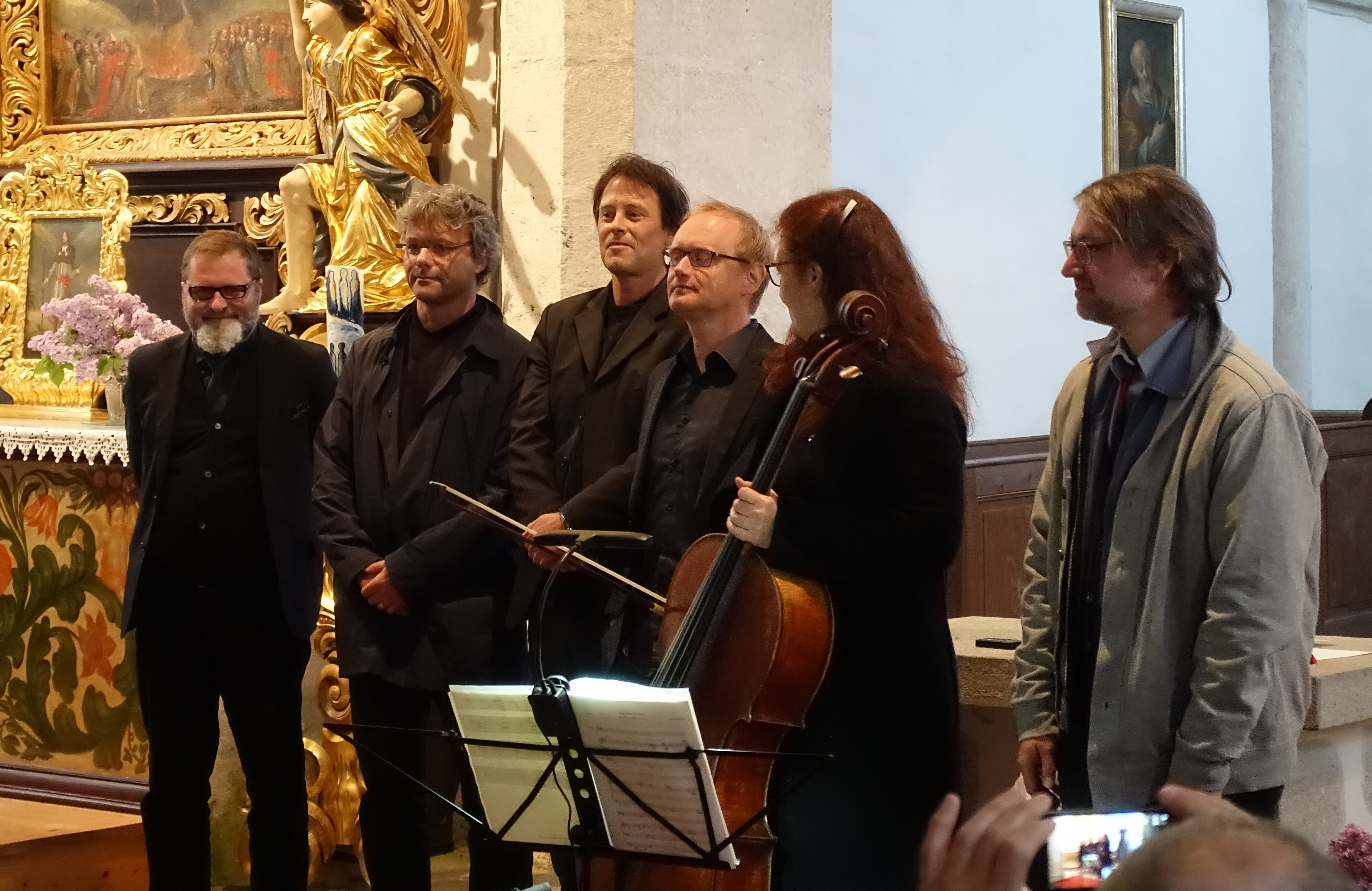
Jendreiko (rechts) bei Landgänge 2017 in St. Peter bei Freistadt, von links nach rechts:
Peter Androsch, Hannes Raffaseder, Bernd Preinfalk, Christoph Radinger, Anja Schröder, Christian Jendreiko

Christian Jendreiko (* Juni 1969 in Recklinghausen) ist ein deutscher Musiker, Komponist, Theaterwissenschaftler, Medienwissenschaftler, Experimental- und Performancekünstler sowie Professor für Design und Strategien digitaler Kommunikation an der Hochschule Düsseldorf. Er arbeitet intermedial mit algorithmusbasierten Experimentalsystemen unter Verwendung von Elementen der Seriellen Kunst und ist Entwickler und Namensgeber der Generative Logic.

## Jugend
Christian Jendreiko wurde im Juni 1969 in Recklinghausen geboren und wuchs in Oer-Erkenschwick auf. Nach einigen Jahren auf der Realschule wechselte er zum Freiherr-vom-Stein-Gymnasium in Recklinghausen, damals Aufbaugymnasium, wo er 1988 sein Abitur ablegte.
Schon in jungen Jahren begeisterte er sich für Jazzgrößen, insbesondere für die zwischen Jazz- und Rockmusik angelegten Klangcollagen von Miles Davis (ab Ende der 1960er Jahre), Josef Zawinul und Frank Zappa. 1985 war er als Gitarrist und Sänger Gründungsmitglied des eher traditionellen, zur Hälfte aus über einem Jahrzehnt älteren Musikern bestehenden Jazz-Sextetts Jazzdate, wo sein langjähriger Weggefährte Stefan Werni Bass spielte. Es folgten eigene Projekte wie das Blue Garden Trio und regelmäßige Sessions mit lokalen Größen wie Werni und dem Keyboarder Christoph Kemper, späterer Entwickler des Access Virus, der später auch zu Jendreikos und Wernis Instrumentarium gehören sollte.

## Studium
1988, unmittelbar nach seinem Abitur, begann Jendreiko ein Studium der Medien- und Theaterwissenschaft an der Ruhr-Universität Bochum, wo er bereits im ersten Semester von Friedrich Kittler entdeckt und eingeladen wurde, dem Doktorandenseminar beizuwohnen. Auch Vilém Flusser gehörte zu seinen Lehrern. Außer Germanistik studierte er im Nebenfach Katholische Theologie, wo ihn der Fundamentaltheologe Hermann Josef Pottmeyer maßgeblich beeinflusste. Im Jahr 1994 schloss Jendreiko mit dem Magister artium ab.
Studienbegleitend arbeitete er am Grillo-Theater in Essen, wo er als Hospitant begann und über die Regieassistenz schließlich auch zur Regie aufstieg. Dort wurde er öfter gefragt, ob er „der Sohn vom Jendreiko“ sei. Nach anfänglicher Irritation gewöhnte er sich an, diese Frage zu bejahen – zumal sein Vater ja, wenig überraschend, den gleichen Nachnamen trug wie er selber. Gemeint haben dürften die Frager indes den Schauspieler und Regisseur Hans-Dieter Jendreyko, mit dem er weder verwandt noch verschwägert ist.

## Ogilvy & Mather
Nach einem Jahr in London zog Jendreiko im Jahr 1995 nach Düsseldorf, wo er Texter und Konzeptioner in der renommierten Werbeagentur Ogilvy & Mather wurde.

## Trio Infernal, Werni & Jendreiko, Europa Quartett
In der zweiten Hälfte der 1990er Jahre gründete Jendreiko zusammen mit seinem alten Weggefährten, dem Bassisten Stefan Werni, sowie dem Schlagzeuger und Sänger Hans Kanty (9. August 1964 – 15. Oktober 2005) die Band Trio Infernal – Die gute Band, die sich darauf spezialisierte, Klassiker aller Musikrichtungen unplugged und jazzig in neuem Gewand zu präsentieren. Auffällig an dieser Band war insbesondere, dass sie in Jendreiko und dem nicht minder extrovertierten Kanty gleich zwei Frontmen bei nur drei Mitgliedern hatte.
Nach allmählicher Auflösung dieser Band blieben Jendreiko und Werni im Duo Werni & Jendreiko Partner, verlagerten sich jedoch auf elektronische Musik. Sie beteiligten sich am Benefizkonzert für Hans Kanty, der 2005 überraschend verstorben war.
2015 erweiterten sich Werni und Jendreiko zum Europa Quartett, welches, aktuell mit Schlagzeuger Schroeder und Saxophonist Frank Bergmann, wieder einen deutlichen Bogen zum improvisationsaffinen Rock-Jazz der 1970er Jahre zieht.
Parallel zu den Projekten mit Werni verwirklichte Jendreiko auch elektronische Musik mit dem Quartett Beaster.

## Hobbypopmuseum
Seit 1998 ist Jendreiko Teil des Düsseldorf–Londoner Künstlerkollektivs Hobbypopmuseum, zu dessen Stammbesetzung ferner Thea Djordjadze (* 1971 in Tiflis, Georgien), die Wahl-Londonerin Sophie von Hellermann (* 1975 in München), Nick Laessing (* 1973 in London), Matthias Lahme (* 1974 in Marsberg),  Dietmar Lutz (* 1968 in Ellwangen), André Niebur (* 1973 in Rhede) und der Wahl-Londoner Markus Vater (* 1970 in Düsseldorf; Villa-Romana-Preisträger 2003) gehörten. Seit 2003 sind Djordjadze, Laessing und Vater nicht mehr dabei, dafür jedoch die in Zhaoqing, China lebende Marie-Céline Schäfer (* 1967), einer (Nr. 74) der 100 Köpfe von morgen. Zwischenzeitliche Mitglieder der Anfangszeit (1998/1999 bis 2000) waren Olivia Berckemeyer, Björn Dahlem,  Tatjana Doll, Mike Silver sowie Andreas Reihse und Detlef Weinrich (beide von Kreidler) gewesen.
Mit dieser Gruppe konzipierte und organisierte Jendreiko zahlreiche Ausstellungen, Aktionen und Performances im In- und Ausland, was ihr im Jahr 2002 den Förderpreis des Landes Nordrhein-Westfalen für junge Künstlerinnen und Künstler in der Rubrik Bildende Kunst einbrachte.

## Aktionen
Christian Jendreiko entwirft aufwendige, oftmals mehrtägige Instrumentalaktionen in Form von Verbalnotationen, die in Museen, Galerien und anderen Kulturinstitutionen in der ganzen Welt kollaborativ aufgeführt werden und die „in vielfacher Hinsicht Anschlüsse an die zeitgenössische Aufführungspraxis Neuer Musik zeigen“. Seine Aktionstexte versteht Jendreiko als fiktionale Theorien des Handelns; in ihrer Begleitung kommen akustische, elektronische und experimentelle Musikinstrumente auf eine eigene, konzentrierte Art zum Einsatz, zu den „Darstellern“ gehören mitunter auch skurrile Gegenstände wie Industrieroboter. Seinen eigenen Worten nach ziehe er als Nomade umher, schlage die Zelte auf, wo die Chemie stimme und richte dort sein Versuchslabor ein. Die Aktionen sieht er nicht als Aufführungen im engeren Sinne, sondern vergleicht sie eher mit Ereignissen wie Fußballspielen oder auch Großbaustellen, die aus ihrer eigenen Dynamik heraus Blicke auf sich ziehen und den Betrachter innerlich partizipieren lassen. Er legt Skripte aus, die Grundanweisungen und Algorithmen skizzieren.

„Meine Arbeit als Künstler besteht nicht darin, Kunstobjekte herzustellen, sondern darin, generative Systeme zu entwerfen, mit denen sich Kunst erzeugen lässt.“

2003 wurde eine Reihe von Jendreikos Arbeiten in die Sammlung des Musée National d’Art Moderne im Pariser Centre Pompidou aufgenommen.
Seine Werke seit 2003 stellte er im Jahr 2017 in einer gemeinsamen Ausstellung mit der ebenfalls seriell und intermedial arbeitenden Künstlerin Mary Bauermeister, deren Werken 1957 bis 1967 er sie gegenüberstellte, unter dem Titel Pli Score Pli im Kunstmuseum Solingen aus. In der Einladungsschrift der vom Kunsthistoriker Wilfried Dörstel kuratierten Veranstaltung heißt es:

„Einsatzpunkte für Jendreiko sind sprachlich abgefasste Partituren, Aktionstexte genannt, die das Spiel der an Musikinstrumenten agierenden Akteure hinsichtlich Bewegung, Stimmung und Selbstreflektion bestimmen. In diesen sogenannten Bewegungssituationen entfalten sich Klänge nicht im Zuge der konventionellen Organisation auf ein Endprodukt Musik oder Musikstück hin, sondern als Begleiterscheinung einer durch den Künstler initiierten Gestik am Instrument: „Jeder Laut im Raum ist die Folge einer körperlichen Bewegung.“ Die Gesten der vor Publikum spielenden Akteure sind individuell, interagierend und ortsbezogen. Die verwendeten Instrumente und Apparaturen sind Teil der Aktionssituationen und übernehmen in deren Verlauf die Rolle von Installationsobjekten, die auch dann eine zentrale Rolle im Raum spielen, wenn die Akteure noch nicht, oder nicht mehr anwesend sind.“

Für Soft Revolution, eine Kooperation mit dem Bildhauer Markus Karstieß aus den Jahren ab 2015, konzipierten die beiden Künstler eigens ein Saiteninstrument, das die Tensegrity-Strukturen von Richard Buckminster Fuller und Kenneth Snelson aufgreift. Der Mensch, das Artefakt und das Spiel mit den natürlichen Kräften von Zug/Gegenzug treten als drei Kräftefelder in Interaktion.
Der Philosoph und Politikwissenschaftler Michael Hirsch schrieb im Jahr 2016:

„Christian Jendreikos Aktionen sind Modelle in einem starken Sinne. Sie sind Übungssysteme, konkrete Utopien einer sozialinnovativen, gemeinschaftlichen Lebenspraxis. In ihrem Rahmen geht es darum, hier und jetzt schon mit Vorübungen für ein anderes Leben zu beginnen. Es geht darum, jetzt schon so zu sprechen, zu denken, miteinander zu handeln und zu spielen, als ob wir bereits in einer befreiten Gesellschaft lebten; befreit, erlöst von den Zurichtungen, Rollen- und Identitätszwängen der bürgerlichen Gesellschaft. Es sind Praktiken nicht eines herausragenden (Künstler-)Subjekts, sondern einer Menge, einer kollektiven Intelligenz, eines General Intellect im Sinne von Marx. Das, was in den unterschiedlichen Formen der historischen Avantgarden immer gemeint war, der Übergang der Kunst in ‚das Leben’ und in ‚den ‚Alltag’ – das ist in solchen Aktionen anvisiert oder angedeutet. Es wird ein Kommunismus des Geistes geübt oder eingeübt. Die Modalität seiner Handlungen ist präfigurativ; seine soziale Form nicht die des unabhängigen, autarken Subjekts (und seines Spiegelbilds, des autonomen Kunstwerks), sondern die einer kommende Gemeinschaft singulärer Einzelner, die miteinander neue Formen des Mitseins erproben.“

Aktionen fanden insbesondere statt an der Wesleyan University in Connecticut (2007), beim Kunstverein Düsseldorf (2007), am Musée d’Art Moderne et Contemporain de Strasbourg (2009), beim Kunstverein Nürnberg (2009), an der Baer Ridgway in San Francisco (2010) und bei den Eastside Projects in Birmingham (2010 und 2011). Für seine Aktion Im Anfang war das Wort, eine gemeinsam mit einem Chor entwickelte Sprech-Performance, erhielt er den Kunstpreis 2017 der Evangelischen Kirche im Rheinland.
Im Jahr 2017 war Jendreiko als Komponist einer „begeh– und erlebbare Klanginstallation“ und am Mischpult beteiligt am Festival Landgänge in der Kalvarienbergkapelle St. Peter bei Freistadt (Oberösterreich) mit Peter Androsch, Didi Bruckmayr, Sofia Gubaidulina, Elisabeth Harnik, Bernd Preinfalk, Christoph Radinger, Hannes Raffaseder und Anja Schröder.

## Akademische Karriere
Seit 2003 ist Christian Jendreiko als Lehrbeauftragter für Interaktive Systeme am Fachbereich Design an der Hochschule Düsseldorf tätig.
2010 war er Gastdozent am Malta College of Arts, Science and Technology. 2012/13 hatte er eine Gastprofessur für interaktive Kunst und Design an der Akademie der bildenden Künste Nürnberg inne und 2014 war er Gastdozent an der Leeds Metropolitan University. 2016 übernahm er eine Gastprofessur für Kommunikation und Bild sowie künstlerische Experimente an der Hochschule Düsseldorf.
Zum 1. April 2018 wurde Jendreiko auf eine Professur für Design und Strategien digitaler Kommunikation am Fachbereich Design an der Peter Behrens School of Arts der Hochschule Düsseldorf berufen.

## Generative Logic
2024 stellte Christian Jendreiko sein Konzept der Generative Logic auf der 40th International Conference on Logic Programming (ICLP) in Dallas, Texas vor. Generative Logic ist ein Konzept für die Anwendung einer logischen Programmiersprache wie z. B. Prolog im Bereich von Kunst und Design als generatives Gestaltungswerkzeug.

## Ausstellungen
Christian Jendreikos Werke wurden seit dem Jahr 2000 insbesondere in den folgenden langzeitlicheren Ausstellungen und Festivals performed oder ausgestellt:
- hobbypopMUSEUM (mit Thea Djordjadze, Sophie von Hellermann, Nick Laessing,  Matthias Lahme,  Dietmar Lutz, André Niebur,  Markus Vater)
– Vilma Gold, London, 26. November bis 22. Dezember 2000
- Eingang links. Projekte zu Kunst und Musik in der Baustelle. (u. a. mit Sadie Benning, René Block, Martin Creed, Ines Doujak, hobbypopMUSEUM, Philip Jeck, Kreidler, Elke Krystufek, Monochrom, Stephen Prina, Bojan Sarcevic)
– Kunstverein für die Rheinlande und Westfalen, Düsseldorf, 1. September 2001 bis 15. Februar 2002
- hobbypopMUSEUM  (mit Thea Djordjadze, Sophie von Hellermann, Nick Laessing, Matthias Lahme, Dietmar Lutz, André Niebur, Markus Vater)
– Bonner Kunstverein, Bonn, 24. Juli bis 8. September 2002
- hobbypopMUSEUM  (mit Thea Djordjadze, Sophie von Hellermann, Nick Laessing, Matthias Lahme, Dietmar Lutz, André Niebur, Markus Vater)
– Royal Academy of Arts, London, 20. September bis 10. Oktober 2002
- hobbypopMUSEUM: The theory of everything.  (mit Thea Djordjadze, Sophie von Hellermann, Nick Laessing, Matthias Lahme, Dietmar Lutz, André Niebur, Markus Vater)
– Galerie Ghislaine Hussenot, Paris, 11. Januar bis 22. Februar 2003
- hobbypopMUSEUM: Echo. (mit Sophie von Hellermann, Matthias Lahme, Dietmar Lutz, André Niebur, Marie-Céline Schäfer)
– Deste Foundation, Athen, 25. Januar 2005
- hobbypop (mit Sophie von Hellermann, Matthias Lahme, Dietmar Lutz, André Niebur, Marie-Céline Schäfer)
– Deitch Projects, New York City,  7. Mai bis 11. Juni 2005
- MUSIC AND ART (mit Carol Bove, Pash Buzari, Jan Peter Hammer, Christian Jankowski, Michael Müller, Ben Russell, Katja Strunz, Klaus Weber, Jordan Wolfson)
– COMA, Berlin, 28. Juli bis 2. September 2006
- Städtische Bühne (u. a. mit Markus Ambach, Angela Fette, André Niebur, Anne Pöhlmann, Jost Wischnewski)
– Kunstverein für die Rheinlande und Westfalen, Düsseldorf, 15. bis 25. April 2007
- Christian Jendreiko: Peak Oil
– COMA, Berlin, 8. August bis 20. September 2008
- Christian Jendreiko: Heterologics.
– Kunstverein Nürnberg – Albrecht Dürer Gesellschaft, Nürnberg, 21. Februar bis 5. April 2009
- Christian Jendreiko: Was Nun? What Now? (u. a. mit Angela Fette, Matthias Lahme, Dietmar Lutz, Andre Niebur)
– K20/K21, Kunstsammlung Nordrhein-Westfalen, Düsseldorf, 30. September 2010
- Transfer France-NRW: Passage (u. a. mit Freya Hattenberger)
– Museum am Ostwall, Dortmund, 27. November 2010 bis 23. Januar 2011
- Transfer France-NRW: franchement enerve! (u. a. mit Ivan Bazak, Freya Hattenberger, Mathilde Rosier, Jürgen Stollhans)
– Musée des Beaux-Arts, Tourcoing, 14. Mai bis 19. September 2011
- Katinka Bock: Tomorrow's Words (mit Opening Performance durch Jendreiko)
– Rosascape, Paris, 9. Dezember 2011 bis 3. Februar 2012[22]
- Ein ahnungsloser Traum vom Park 2012-2014, Phase 2, 2013 (u. a. mit Markus Ambach, Thomas Locher, Christian Odzuck, Andreas Siekmann, Ina Weber)
– Museum Abteiberg, Mönchengladbach,  26. Mai bis 28. Juli 2013
- hobbypopMUSEUM (mit Sophie von Hellermann, Matthias Lahme, Dietmar Lutz, André Niebur, Marie-Céline Schäfer)
– Neuer Kunstverein, Wuppertal, 18. April bis 10. Mai 2015
- hobbypopMUSEUM: Another Bandwagon. (mit Sophie von Hellermann, Matthias Lahme, Dietmar Lutz, André Niebur, Marie-Céline Schäfer)
– Vilma Gold, London, 20. Mai bis 20. Juni 2015
- Markus Karstieß und Christian Jendreiko: Soft Revolution
– Drop City, Newcastle upon Tyne, 1. bis 8. August 2015 (vgl. Karstieß/Jendreiko (2017))
- Picknick am Wegesrand.  Zeichnungen und Skulpturen von sechs jungen zeitgenössischen Künstlern, untermalt von den Klängen von Soft Revolution (Jendreiko und Markus Karstieß)
– Dortmunder Kunstverein, Dortmund,  5. März bis 22. Mai 2016[15]
- Drama Queens. (mit Werken aus der Sammlung u. a. von Joseph Beuys, Heinz Breloh, Anthony Caro, Roberto Crippa, Pia Fries, Thomas Grünfeld, Ernst Hermanns, Alexej von Jawlensky, Eric Lanz, Sherrie Levine, Henri Matisse, Gerhard Merz, Arnold Odermatt, Tony Oursler, Pablo Picasso, David Rabinowitch, Fiona Rae, Arnulf Rainer, Robert Rauschenberg, Gerhard Richter, David Reed, Oskar Schlemmer, Tim Scott, Bernard Schultze, Mary Vieira, Wolf Vostell, Andy Warhol sowie von Lothar Götz, Christian Jendreiko, Michael Sailstorfer, Roland Schappert und Heike Weber)[23]
– Museum Morsbroich, Leverkusen, 18. September 2016 bis 15. Januar 2017
- Pli Score Pli. (mit Mary Bauermeister)
– Kunstmuseum Solingen, Solingen, 9. Februar bis 26. März 2017[14]
- Jendreiko und Gäste: Gefangene der Geschichte
– Kunsthalle, Düsseldorf, 9. bis 12. Januar 2018
- hobbypopMUSEUM: Digitalia (mit Sophie von Hellermann, Matthias Lahme, Dietmar Lutz, André Niebur, Marie-Céline Schäfer)
– Dortmunder Kunstverein, Dortmund, 2. März bis 13. Mai 2018
- Christian Jendreiko & Gäste. Lust & Rätsel
– Museum Folkwang, Essen, 8. März bis 26. Mai 2019[24]

## Tonträger und Bücher
Neben frei verfügbaren Videos existieren Tonträgeraufnahmen und Bücher:
- mit Stefan Werni, Hans Kanty: Trio Infernal – Die gute Band. Grauzone Recklinghausen, 1998.
- Planeten Suite. CD, Edition Hobbypop, Düsseldorf 1999 sowie CD/Maxi, Flesh, UK 2001.
- mit Stefan Werni, Hans Kanty: Trio Infernal – Die gute Band. ZAuF Studio Marl, 2000.
- I Love You All. Vinyl-Single, Flesh, UK 2001.
- mit hobbypopMUSEUM: A Selection Of Sound-Pieces. CD, Düsseldorf 2002.
- Studio Apartment. CD, Flesh, UK/Düsseldorf 2002.
- Kunstverein für die Rheinlande und Westfalen, Düsseldorf (Hrsg.): hobbypopMUSEUM. König, Köln; CD (von 2002) und Buch 2003; ISBN 978-3-88375-600-4.
- mit Little Annie, Can Oral: Little Annie & The Legally Jammin'. LP/CD, Italic, Berlin 2003.
- hobbypopMUSEUM: Werte schaffen. König, Köln 2004, ISBN 978-3-88375-862-6.
- mit Little Annie und Can Oral: Little Annie & The Legally Jammin' – Mixed Up Little Annie. Vinyl Maxi, Italic, Berlin 2004.
- als Hrsg.: Alexander Jasch, Jens Ulrich, Florian Baudrexel: Sieben Bücher der Weisheit und Schönheit: Kölnerstraße 334 & Alexanderstraße 35 von 1997 bis 2004. Revolver, Archiv für Aktuelle Kunst, Frankfurt 2005, ISBN 978-3-86588-128-1.
- mit Stefan Werni und Hans-Joachim Heßler: D.A. CD, Dortmund 2008, DNB 360217001.
- mit Stefan Werni: Werni & Jendreiko. CD, Dortmund 2008, DNB 999953486.
- Heterologics. Ausstellungskatalog und Konferenzschrift, Nürnberg 2009, ISBN 978-3-941185-31-9.
- Aktionen/Actions. 2 CD + Booklet, Apparent Extent, Köln 2011.
- mit Katinka Bock: Libelle 12°; Katinka Bock / Recto: Danke (rot); Christian Jendreiko / Verso: The old game. Rosascape, Paris 2011.
- mit Stefan Werni: Werni & Jendreiko: Dou. CD, Duisburg/Dortmund 2011, DNB 1016160771.
- mit Angela Fette: Vision Vulkano. LP, Apparent Extent, Köln 2011 (= LP 1 des Schwerte Box Sets).
- 12 kosmische Beispiele. Katalog, Apparent Extent, Köln, 2016.
- mit anderen Autoren: Hans Ulrich Reck (Hrsg.): Punkt und Passage. Kunsthochschule für Medien Köln 2017, DNB 1154494462.
- mit Markus Karstieß: Soft Revolution. LP, Apparent Extent, Köln 2017.